# Colorful
Colorful (яп. カラフル, укр. Різнобарв'я) — драматичне японське аніме. Аніме було створено режисером Хара Кеїчі і вперше було показане в 2010-му році.

## Сюжет
Душа померлого отримала другий шанс: їй дозволили повернутися у світ людей у тілі хлопця Кобаяші Макото, який вчинив самогубство. У новій реінкарнації душа має згадати, за які такі гріхи у минулому житті її поселили саме в родину Макото, з його батьком-невдахою, матір'ю-зрадницею та старшим братом-задавакою. У цьому їй допомагає провідник на ім'я Пура-пура. Чи вдасться новому Макото пройти випробування? Чи буде його відповідь правильною?
Фільм про життя та людьські взаємини у всьому їхньому різноманітті. Кожна людина має безліч кольорів; краще бути різнобарвним і жити різнобарвно.

## Сейю
- Томідзава Кодзато,
- Міядзакі Аой,
- Мінамі Акіна,
- Майкл,
- Ірія Джінґі